# Makapili
Makapili (tag. Makabayang Katipunan ng mga Pilipino, pol. Liga Patriotów Filipińskich) – filipińska kolaboracyjna formacja bezpieczeństwa podczas II wojny światowej.

## Historia
Makapili została utworzona 2 grudnia 1944 na bazie batalionu zwiadowczego pod dowództwem Arsenio Batitisa, który wspomagał Japończyków w zwalczaniu partyzantki. Na czele Makapili stanął Benigno Ramos, założyciel partii Sakdal, a następnie radykalnej i niewielkiej partii Ganap oraz emerytowany generał Artemio Ricarte, bohater narodowy Filipin z okresu wojny z Hiszpanami o niepodległość w 1896 i wojny z USA w latach 1899–1900, który przed wojną przebywał na wygnaniu w Japonii. Makapili liczyła ok. 5000 ludzi, przeszkolonych i wyposażonych przez Japończyków. Do jej zadań należała pomoc japońskim siłom bezpieczeństwa w zwalczaniu ruchu oporu Hukbalahap. Jej członkowie odpowiadali za wiele aresztowań, torturowanie i mordowanie partyzantów i ich sympatyków. Podczas prowadzenia akcji często zasłaniali swoje twarze tradycyjnymi chustami zwanymi bayong, aby nie zostać rozpoznanym. Byli także używani jako informatorzy rozpracowywujący pod przykryciem struktury organizacji wrogich okupantom.